# Poldermolen Waarland
De Poldermolen Waarland in de Noord-Hollandse gemeente Schagen bemaalde de polder Waarland. 

## Geschiedenis
De molen is in 1532 gebouwd, zo werd in 2010 vastgesteld met jaarringenonderzoek. Op een kaart uit 1571 staat ter plekke een molen aangegeven. Aangenomen wordt dat het de oudste nog bestaande poldermolen van Nederland is.
De molen is eerst als schepradmolen gebouwd, maar is tussen 1819 en 1863 vervijzeld. In 1877 is naast de molen een stoomvijzelgemaal gebouwd ter ondersteuning.
In 1949 is door ruilverkaveling de molen buiten bedrijf genomen, de bemaling van de samengevoegde polder werd overgenomen door twee gemalen. Vijzel, vijzelwiel en onderbonkelaar worden dan uit de molen verwijderd, koningsspil en bovenbonkelaar volgen in 1973. De molen is in 1965 in bezit gekomen van de gemeente, en draait nog af en toe.